# Hypoblemum albovittatum
Hypoblemum albovittatum là một loài nhện trong họ Salticidae.
Loài này thuộc chi Hypoblemum. Hypoblemum albovittatum được Eugen von Keyserling miêu tả năm 1882.